# Аміакопровід Тольятті — Одеса

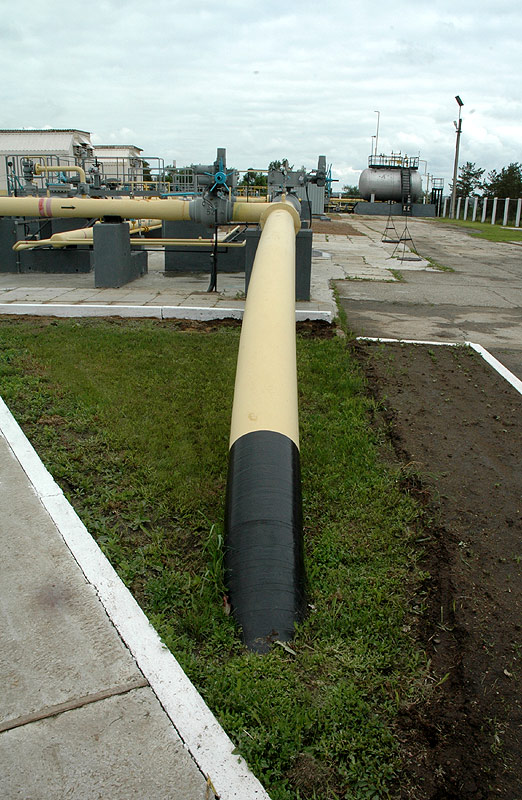
Перший метр аміакопроводу в м. Тольятті

Аміакопро́від «Тольятті — Одеса» — газопровід, призначений для транспортування аміаку.

## Історія
Першу чергу введено у жовтні 1979 — 800-кілометровий трубопровід «Горлівка — Одеса». Трубопровід прокладено у 1981 р. і разом з хімічним підприємством «Тольяттіазот» (ТоАЗ) є результатом радянсько-американської співпраці. Аміак передається від ТоАЗ до Одеського припортового заводу (ОПЗ) у м. Южне, де завантажується в танкери та транспортується до заводів американської нафтової компанії «Occidental Petroleum». Власником «Оксидентал Петролеум» на час збудови був Арманд Хаммер, відомий своїми давніми зв'язками з радянським керівництвом.
Довжина трубопроводу 2417 км, з них 1021 км проходить по території України. Оператором російської частини є ВАТ «Трансаміак», української — ДП «Укрхімтрансаміак». Трубопровід має гілку до ВАТ «Концерн Стирол» у м. Горлівка.
Потужність аміакопроводу до 2,5 млн т на рік. Аміак знаходиться у рідкому стані під тиском до 35 атмосфер з температурою 4 °C. Для запобігання корозії в аміак додано 0,4 % води. Діаметр виготовленої у Франції труби 355 мм, товщина 8 мм, вона пролягає на глибині 1,4 м (порівняно з 0,8 м для нафтопроводів). В місцях перетину водоймищ та вологого ґрунту трубопровід має подвійну трубу товщиною 13 мм з прошарком азоту. Задля безпеки аміакопровід прокладено не ближче одного кілометру до населених пунктів (у США, де існує кілька аміакопроводів, такої вимоги нема). Крім того, кожні 5 км труба має автоматичні крани на випадок аварійної ситуації. 

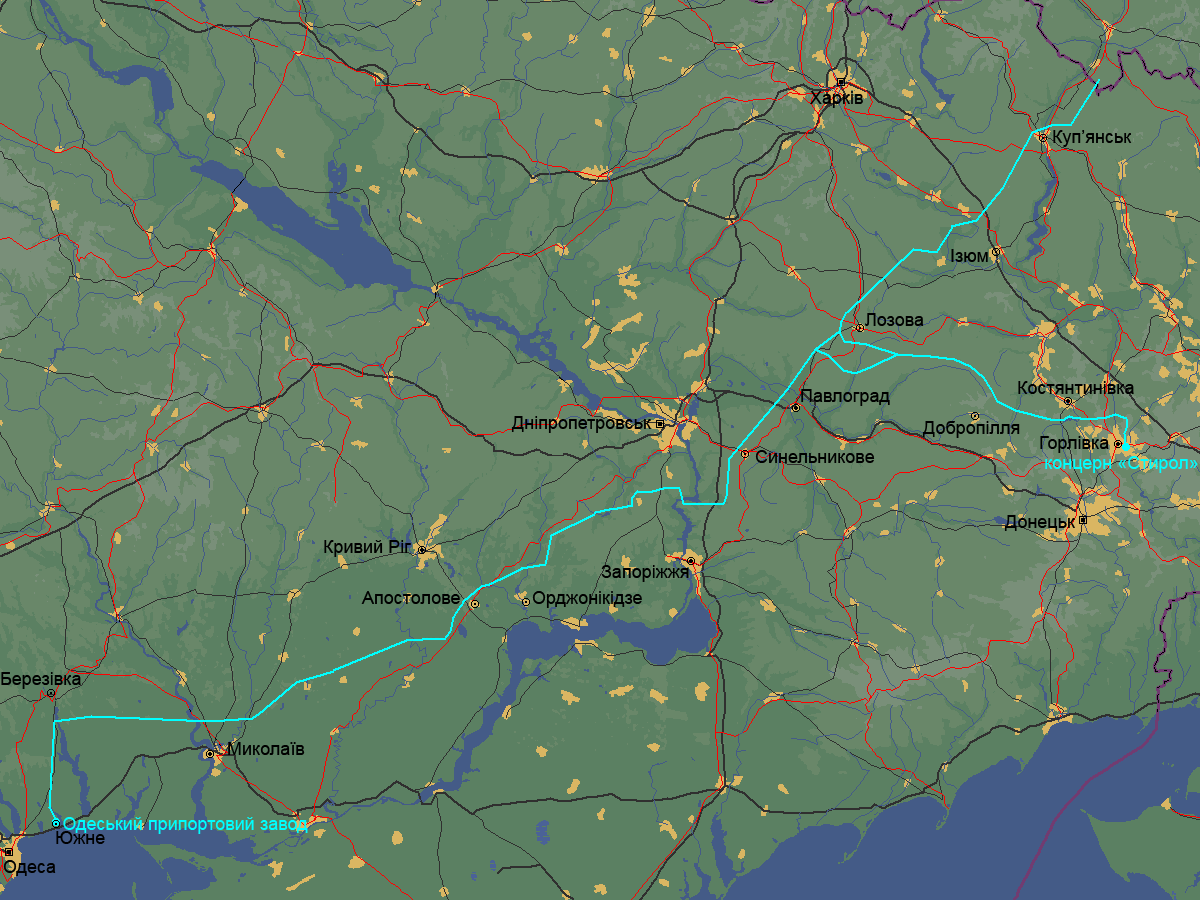
Схема української частини аміакопроводу

24 лютого 2022 року в день російського вторгнення в Україну  Тольяттіазот зупинив транзит аміаку через трубопровід, посилаючись на ситуацію в Україні. 
30 травня було повідомлено про пошкодження гілки аміакопроводу в Бахмутському районі. 
"Ця гілка не використовується з 2014 року, засувки закриті, але аміак з неї зараз витікає самоплином. Хмара аміаку рухається над ґрунтом від села Травневе у бік Бахмута. Витік – незначний. Радіус можливого ураження хмарою аміаку становить близько 4 км." - повідомив керівник Донецької ОВА Павло Кириленко. До 24 лютого 2022 року аміакопроводом прокачували до 200 тис. тонн газу на місяць. Отже, у разі відновлення транзиту рф отримуватиме близько 200 млн дол. уторгування щомісяця, або 2,4 млрд дол. за рік.

## Джерело
- Аммиакопровод Тольятти — Одесса: 2,5 тыс. км безопасности